# ヒュンダイ・クレタ
クレタ (Creta) は、ヒョンデ自動車が2015年から製造・販売しているサブコンパクトクラスのクロスオーバーSUV。車名はギリシャのクレタ島に由来する。インドで人気の車種である。
中国ではヒョンデ・ix25の車名で2014年に先行デビューしている。

## 初代（2014 - 2019年、GS/GC型）
2014年4月の北京モーターショーにix25コンセプトとして出展された。ix25の市販モデルは同年8月末の成都モーターショーで発表され、10月10日から中国国内で販売が開始された。
2015年6月2日、ヒョンデは発売予定のグローバルサブコンパクトSUVの車名を「クレタ」に決定し、併せてインドから最初に市場投入し、順次世界各国に投入していくことを発表した。クレタは6月27日に正式に発表され、7月21日からインド国内で発売が開始される。
クレタは"Hive Structure"と呼ばれるボディ構造を特徴とする。ヒョンデは軽量かつ強固で安全性が高いと主張している。
パワートレーンは中国向けix25が2種類のガソリンエンジン（1.6L ガンマと2.0L ニュー）と6速MTまたは6速ATという組み合わせになる。インド向けクレタの場合は1.6L ガンマと2種類のU2ディーゼルエンジン（1.4Lと1.6L）が用意され、6速MTが組み合わせられる。また、1.6Lディーゼルのみ6速ATも用意される。
2016年8月、ロシアで発表。
2017年1月、ブラジルで発表。
2017年現在においても、韓国市場では販売されていない。しかし、同年6月より同じセグメントのコナが同市場で販売されている。

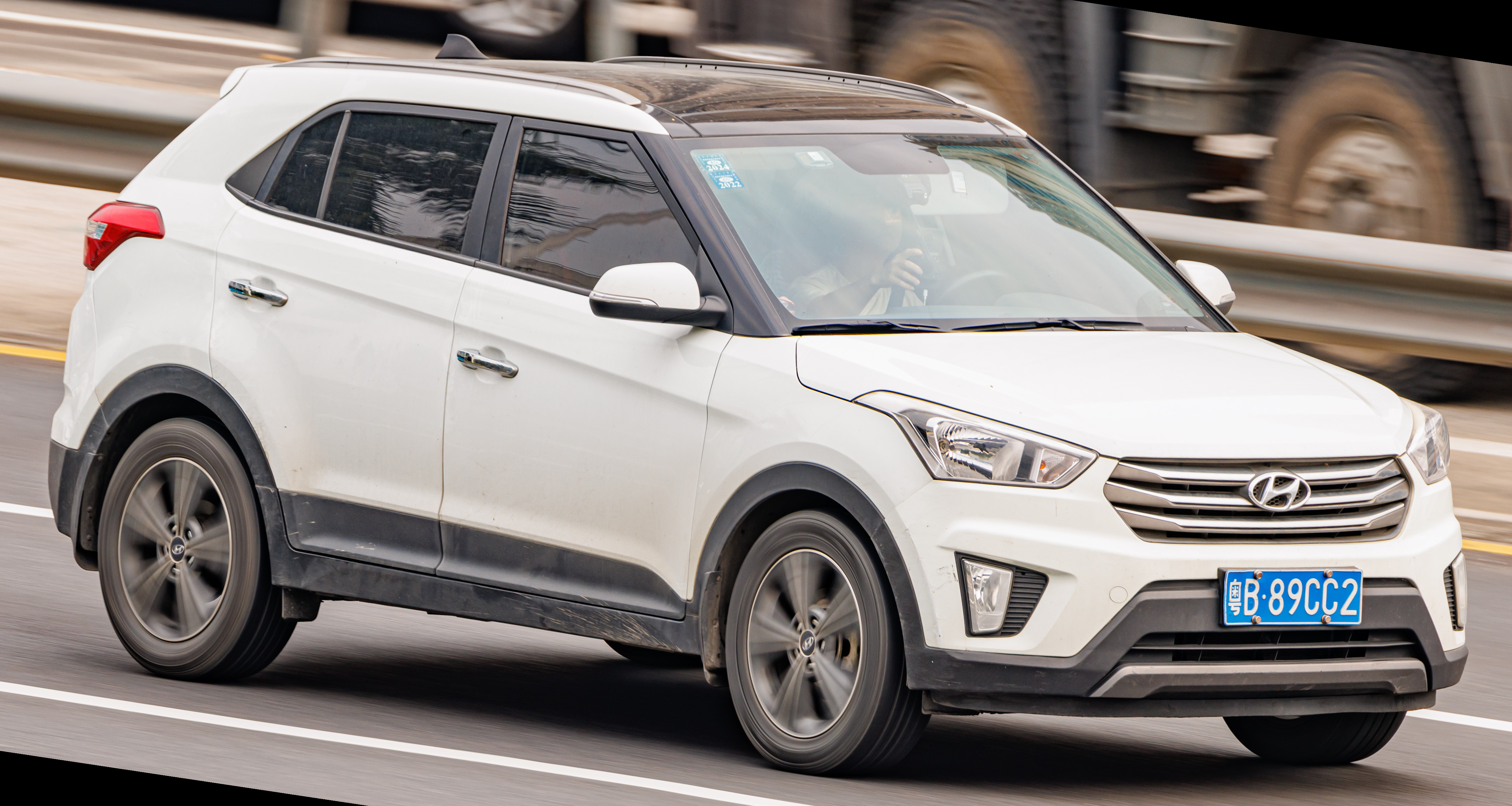
中国向けix25（フロント）
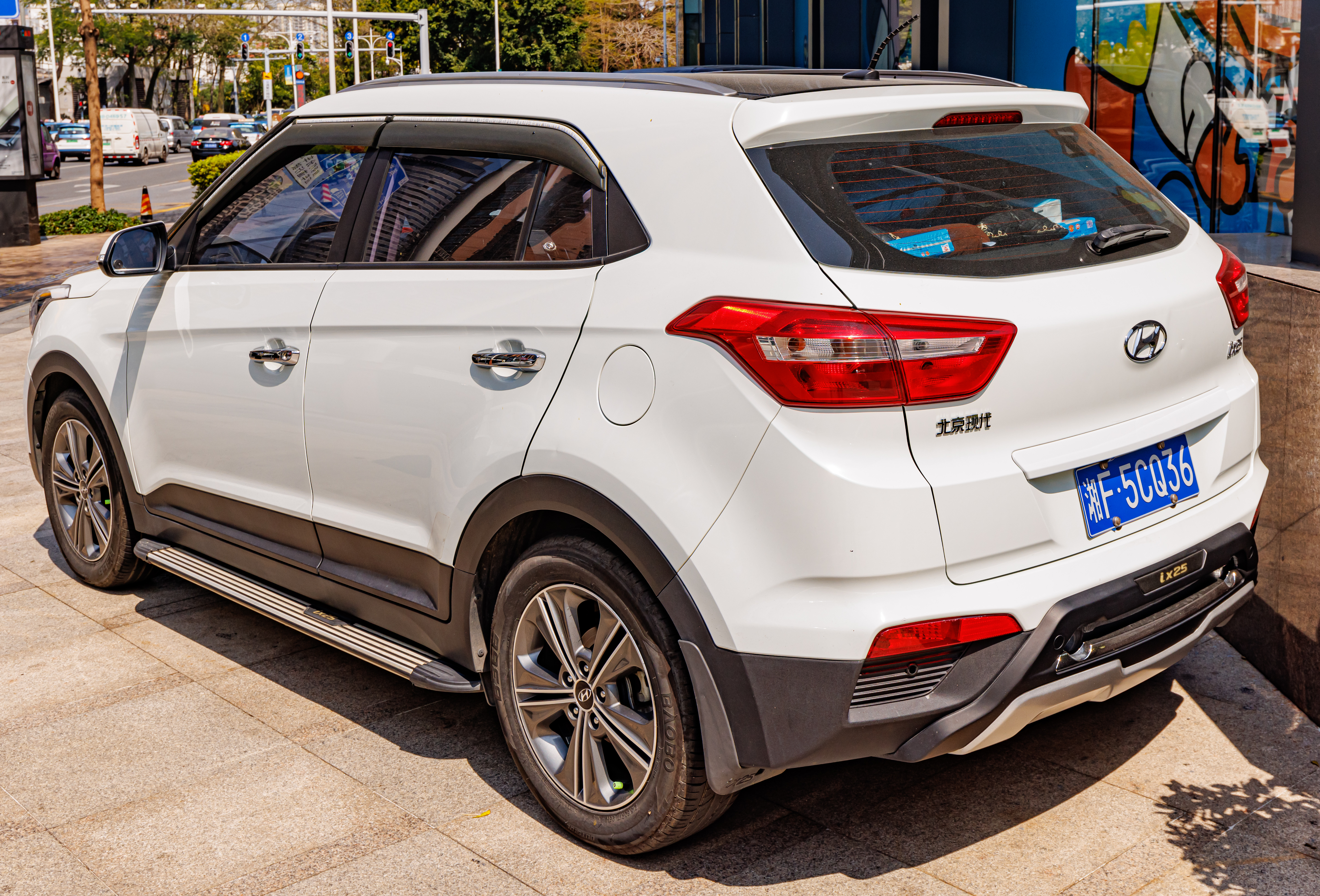
中国向けix25（リア）
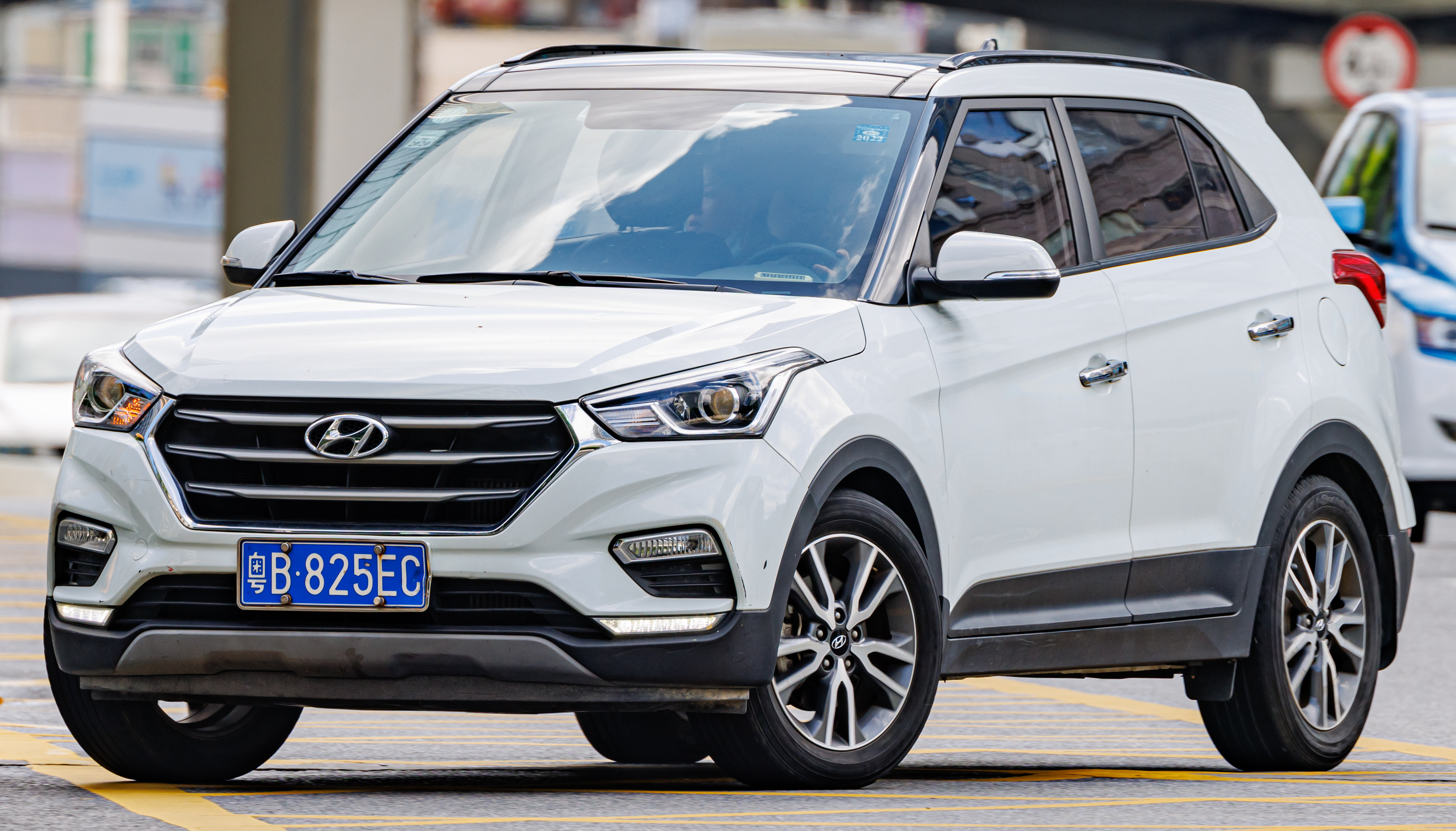
中国向けix25 2019年改良型

## 2代目（2019年 - 、SU2型）
2019年4月、上海モーターショーにix25の市販モデルで発表された。
2020年2月、インド国内で発売において、3月に発表。
2021年、中国向けix25が生産終了。
2021年11月、インドネシアから最初に市場投入すると国内で発表、このクレタがマイナーチェンジ、フロントはヒュンダイ・ツーソンなデザインされる。
2022年3月、タイで発表、インドネシアから輸入される。

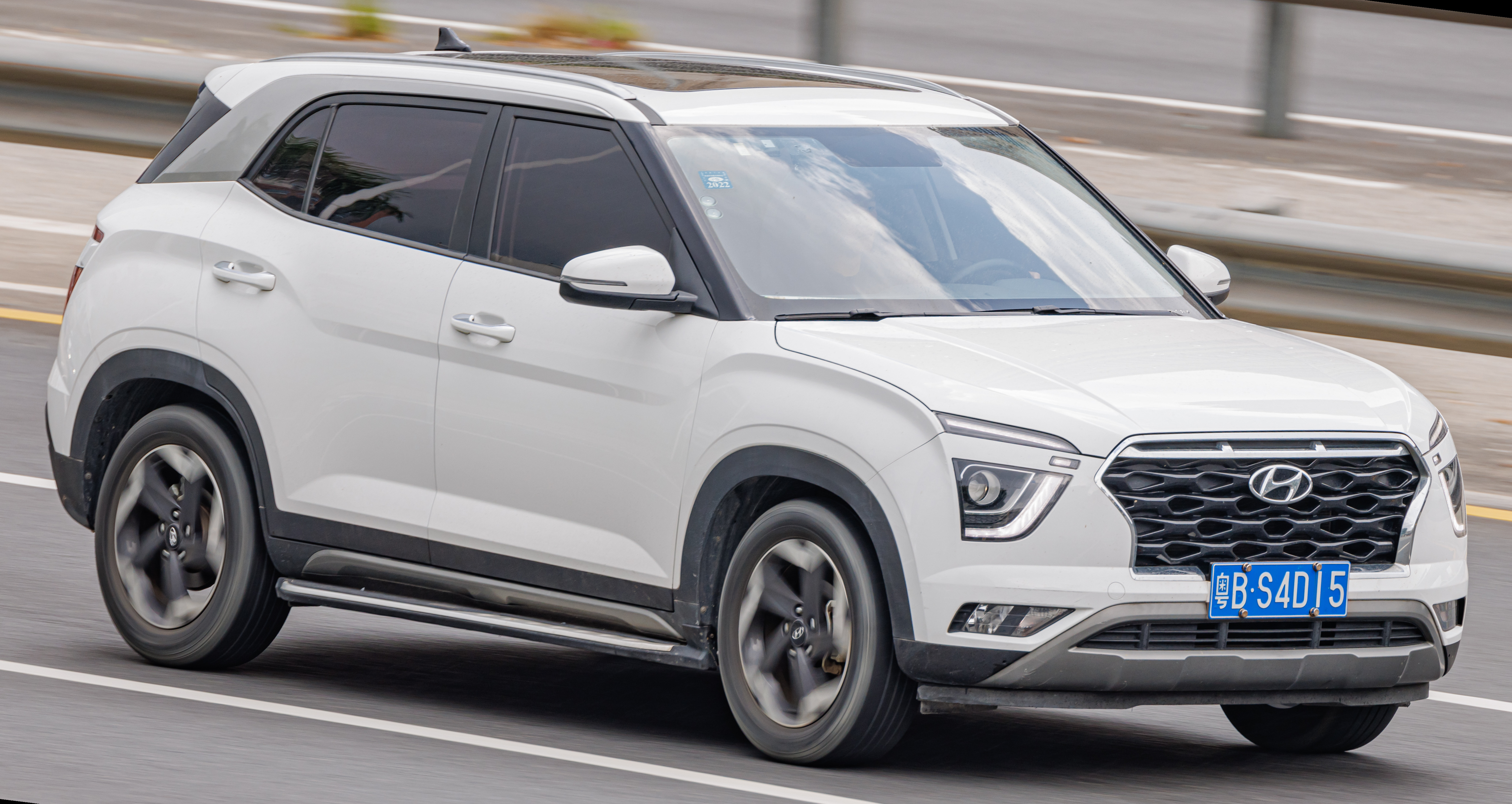
中国向けix25（フロント）
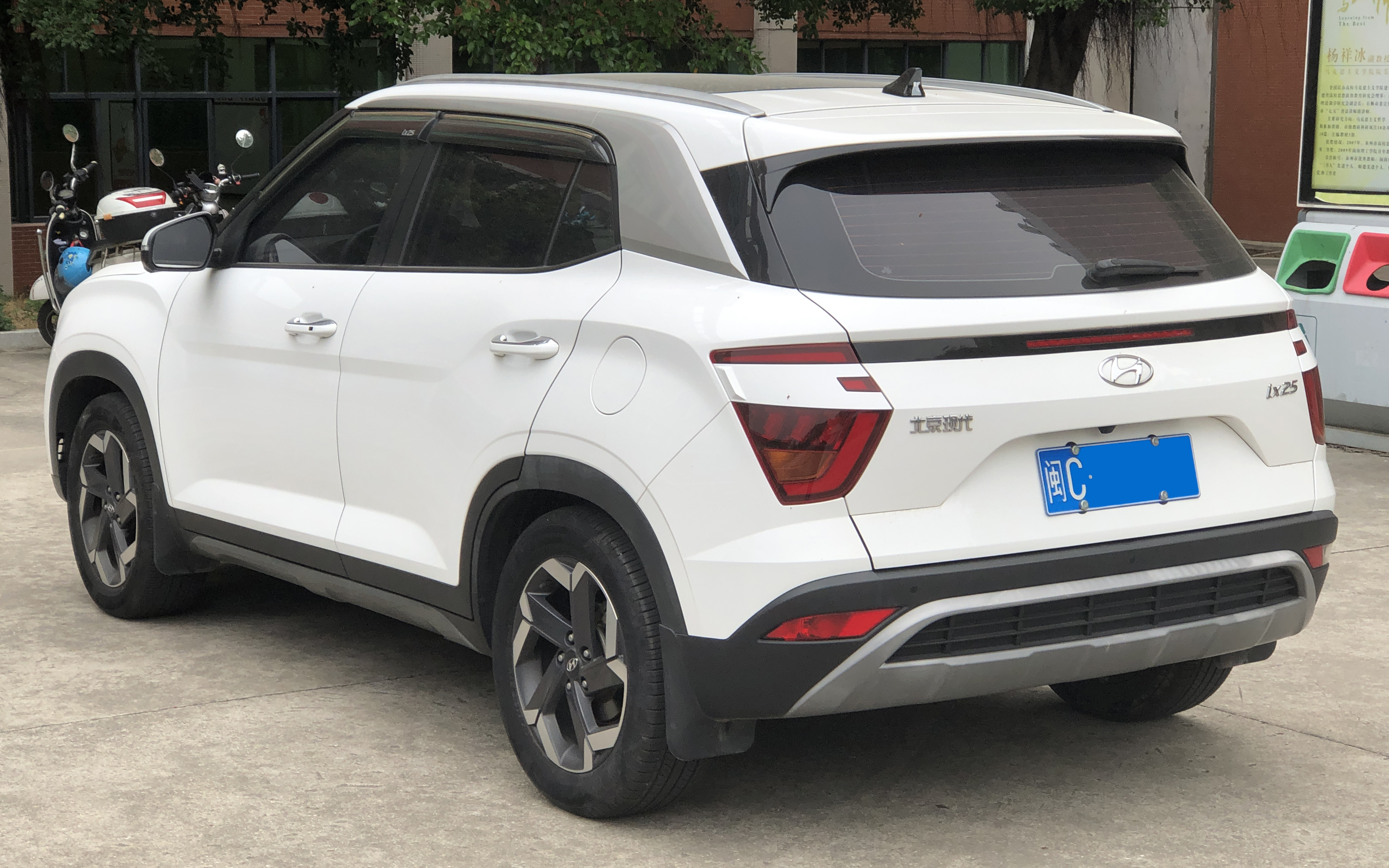
中国向けix25（リア）
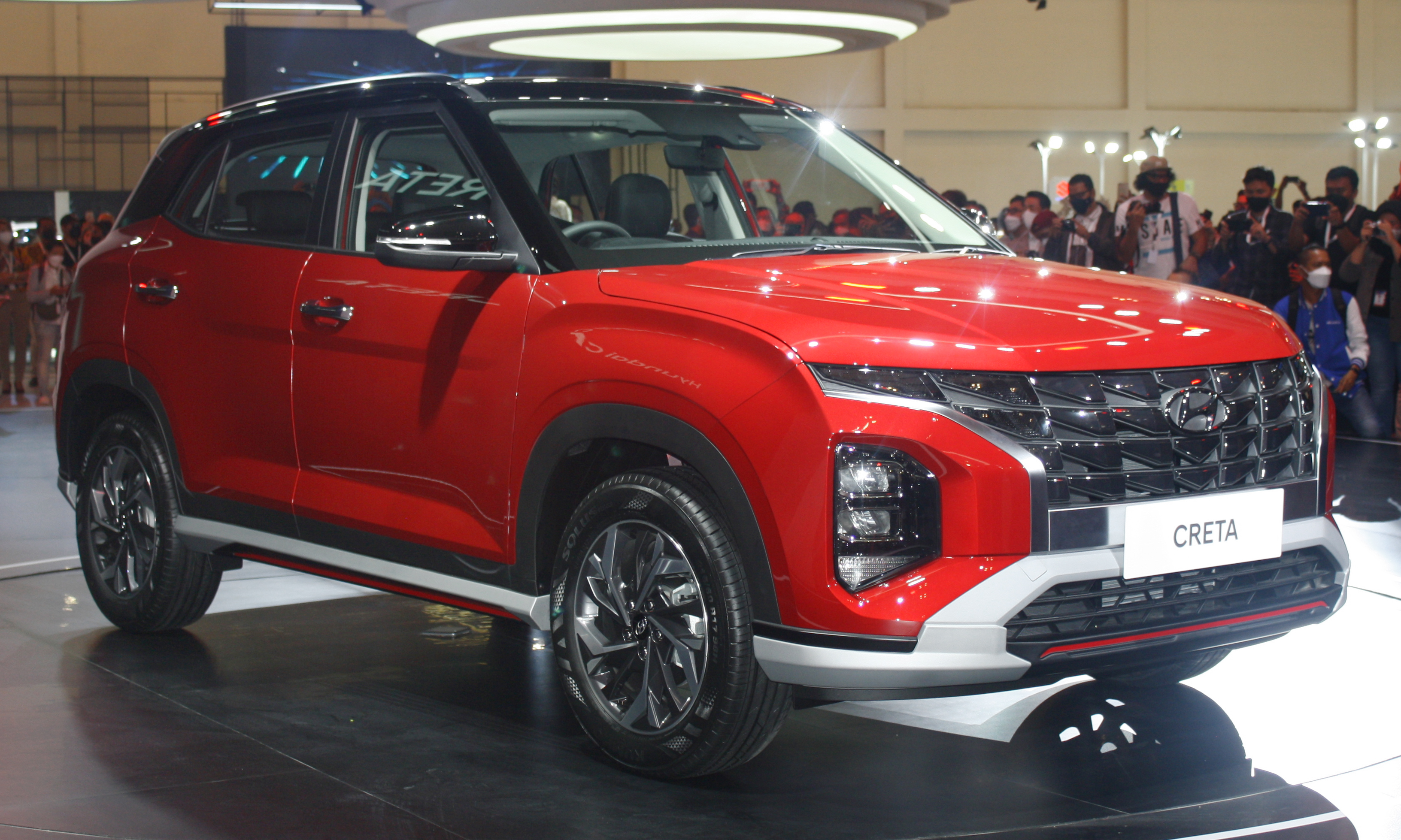
インドネシア向け